# Huset Askanien
Huset Askanien, også kaldet Huset Anhalt efter dets længst holdt besiddelse, er et tysk fyrstehus, der fra 1000-tallet til 1918 herskede over forskellige områder i det Tysk-romerske rige.
Navnet Askanien kan føres tilbage til en middelalderlig variant af det latinske navn på slægtens stamsæde, borgen Aschersleben i byen Aschersleben i Salzlandkreis i den nuværende tyske delstat Sachsen-Anhalt. Ud over stamgrevskabet Anhalt har slægten blandt andet regeret i de nordtyske områder Sachsen og Brandenburg samt i Rusland fra 1762 til 1796.

## Eksterne links
- Wikimedia Commons har flere filer relateret til Huset Askanien
- Slægten Askaniens officielle hjemmeside Arkiveret 21. august 2018 hos  Wayback Machine